# Pleasure Point (California)
Pleasure Point es un lugar designado por el censo ubicado en el condado de Santa Cruz en el estado estadounidense de California. En el censo de 2010 tenía una población de 5.846 habitantes.

## Geografía
Pleasure Point se encuentra ubicado en las coordenadas 36°57′34.98″N 121°58′12.13″O / 36.9597167, -121.9700361.